# 68–110 Commercial Street

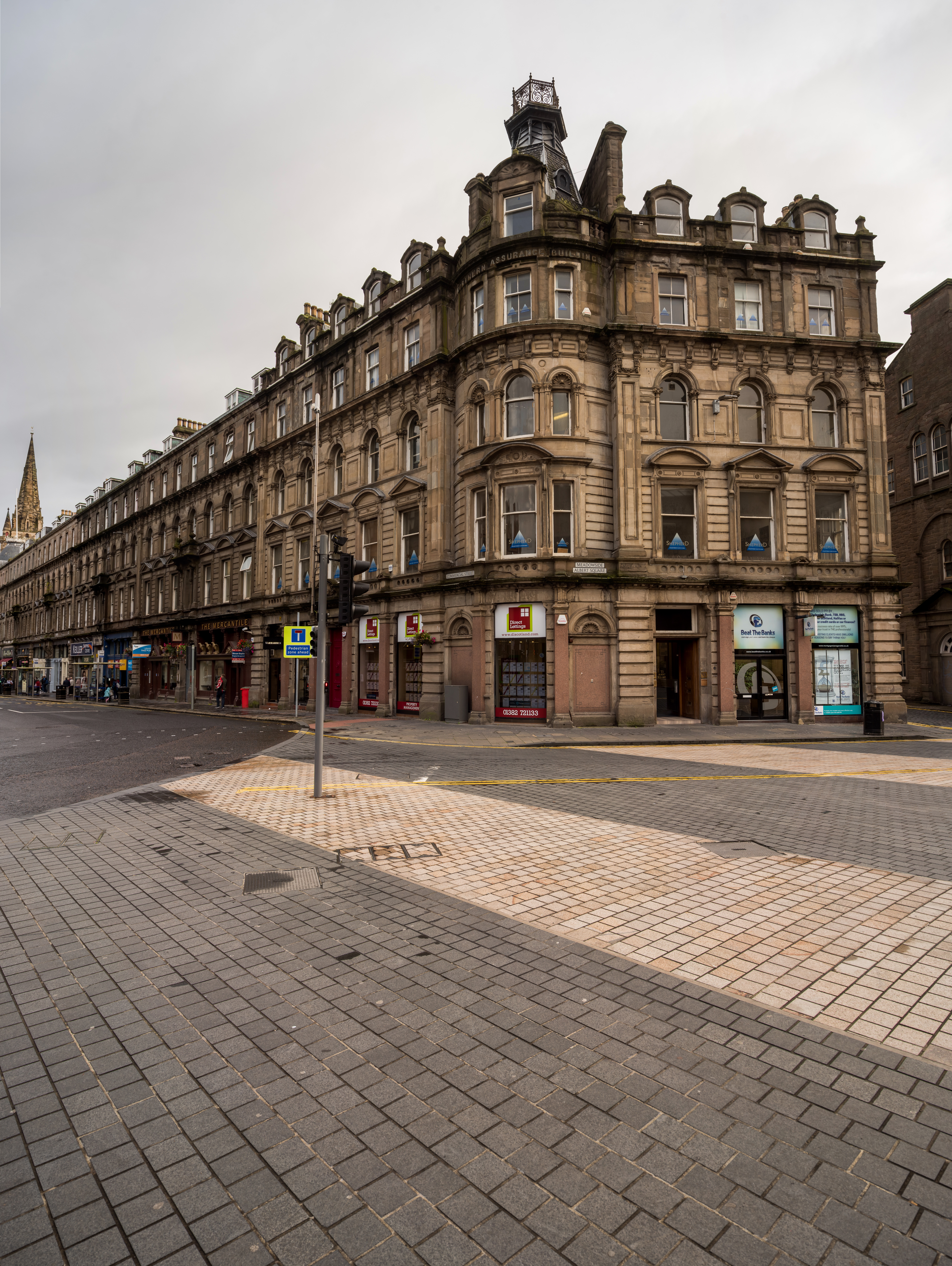
68–110 Commercial Street

Unter der Adresse 68–110 Commercial Street in der schottischen Stadt Dundee in der gleichnamigen Council Area befindet sich ein Geschäftsgebäude. 1965 wurde das Bauwerk in die schottischen Denkmallisten in der höchsten Denkmalkategorie A aufgenommen.

## Beschreibung
Die Gebäudezeile wurde im Zuge der Stadtmodernisierung im Jahre 1871 erbaut. Für den Entwurf zeichnet der Stadtarchitekt William Mackison verantwortlich. Die Gebäudezeile steht an der Commercial Street im Zentrum Dundees. Sie nimmt den gesamten Abschnitt zwischen der High Street und dem Albert Square mit den McManus Galleries ein. Das denkmalgeschützte Gebäude 77–80 High Street schließt sich an der Westseite an. Die ostexponierte Hauptfassade ist 38 Achsen weit, die im Schema 5–7–7–7–7–5 angeordnet sind. Mit Ausnahme von späteren Veränderungen ist sie symmetrisch aufgebaut. Das Mauerwerk der vierstöckigen Gebäude besteht aus Sandsteinquadern.
Ebenerdig sind Ladengeschäfte mit Schaufenstern eingerichtet. Im ersten Obergeschoss ist das Mauerwerk rustiziert. Dort bekrönen abwechselnd Dreiecksgiebel und Segmentbogengiebel die Fenster. Die Fenster des zweiten Obergeschosses schließen mit Rundbögen mit Schlusssteinen, die auf Säulen mit kompositen Kapitellen ruhen. Auf den mittleren Achsen der sieben Achsen weiten Fassaden ruhen Balkone auf ornamentierten Konsolen. Oberhalb gliedert ein Gurtgesims die Fassade horizontal. Die abschließenden Dächer sind mit Schiefer eingedeckt.